# Nososticta phoenissa
Nososticta phoenissa är en trollsländeart som först beskrevs av Friedrich Ris 1929.  Nososticta phoenissa ingår i släktet Nososticta och familjen Protoneuridae. IUCN kategoriserar arten globalt som sårbar. Inga underarter finns listade i Catalogue of Life.